# Cordevole

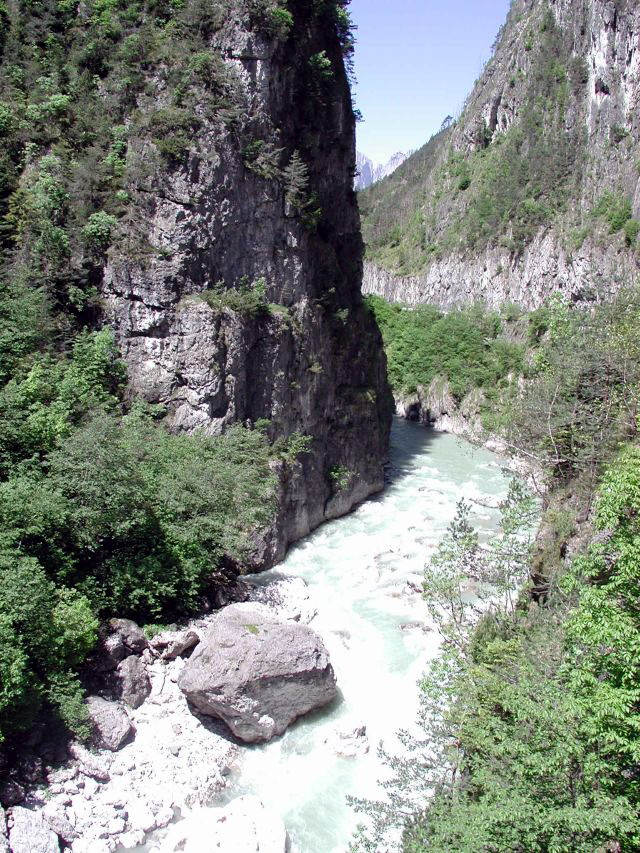
Il Cordevole in località Castei

Il Cordevole (Cordeol, Cordol o Curdëivul in ladino) è un torrente del Veneto, principale affluente del Piave e il più lungo corso d'acqua fra quelli interamente compresi nella provincia di Belluno. Assieme al Piave è il più importante corso d'acqua delle Dolomiti, in quanto segna il confine tra le Dolomiti Occidentali (a ovest del Cordevole) e le Dolomiti Orientali (a est del Cordevole).

## Corso

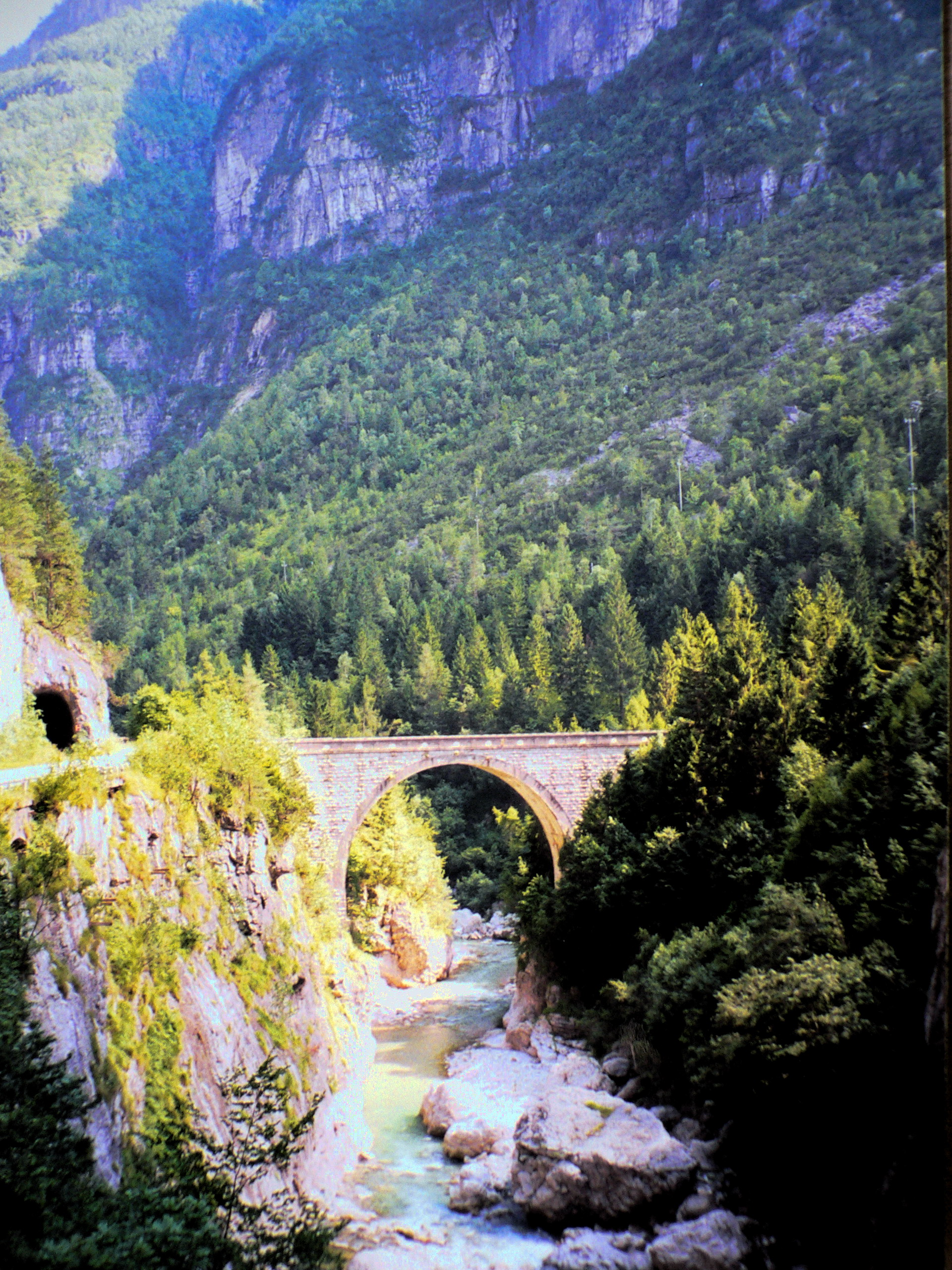
Ponte sul Cordevole in Agordino

Nasce presso il Passo Pordoi, in comune di Livinallongo del Col di Lana e confluisce nel fiume Piave presso Bribano, a 275 metri di quota.
Il torrente estende il suo bacino idrografico quasi totalmente nell'Agordino. A Caprile (in comune di Alleghe) riceve l'apporto del torrente Fiorentina (che raccoglie le acque dell'altopiano di Mondeval e del monte Pelmo) e del Pettorina (il quale nasce a ridosso del versante meridionale della Marmolada), poi ad Alleghe forma l'omonimo lago (originatosi nel 1771 da una frana del monte Piz e ora sbarrato da una diga artificiale; sono in corso opere tese a svuotarlo dai sedimenti che ne minacciavano altrimenti la sopravvivenza). Prosegue quindi il suo corso verso Cencenighe Agordino, dove riceve il Biois (che raccoglie le acque del settore settentrionale delle Pale di San Martino e della parte meridionale del gruppo della Marmolada) e forma il lago del Ghirlo.
Poco oltre, a Listolade, riceve le acque della Val Corpassa (gruppo del Civetta e della Moiazza). All'altezza di Taibon Agordino confluisce il Tegnas (formato dalle acque provenienti dal gruppo delle Pale di San Martino), passa Agordo ricevendo le acque del Missiaga, del Bordina e della Rova (provenienti dalla Moiazza e dal gruppo Tamer-San Sebastiano) e prosegue lungo una valle non molto ampia (dove talvolta rimane in secca a causa dei prelievi operati a scopi idroelettrici) fino a Peron (comune di Sedico).
A pochi chilometri dalla foce, a quota 320 m s.l.m. riceve dalla destra le acque del Mis, che sono più abbondanti di quelle del Cordevole stesso in quanto all'altezza di Gron di Sospirolo vengono restituiti i prelievi effettuati a monte dal lago di Santa Giuliana (meglio conosciuto come Lago del Mis), nel quale si riversano le condutture che partono dall'Agordino.

## Storia
Anticamente il Cordevole era chiamato Cordubium. La tradizione racconta che tale nome è legato ad una frase detta da Giulio Cesare, il quale - incerto se attraversare o meno il corso d'acqua - avrebbe esclamato: "Cor dubium habeo!". Secondo il Pellegrini il proconsole romano avrebbe pronunciato la "storica frase" mentre andava da Feltre a Belluno, e avendo trovato il torrente gonfio per le piogge, era indeciso se tentarne il guado.

## Affluenti
I suoi principali affluenti sono i torrenti (S=sinistra, D=destra; il valore indica la superficie del bacino):
- Biois (D; 135 km²)
- Rio Andraz (S; 26 km²)
- Pettorina (D; 53 km²)
- Fiorentina (S; 58 km²)
- Tegnas (D; 50 km²)
- Rova
- Mis (D; 117 km²)